# 五一六軍事政變

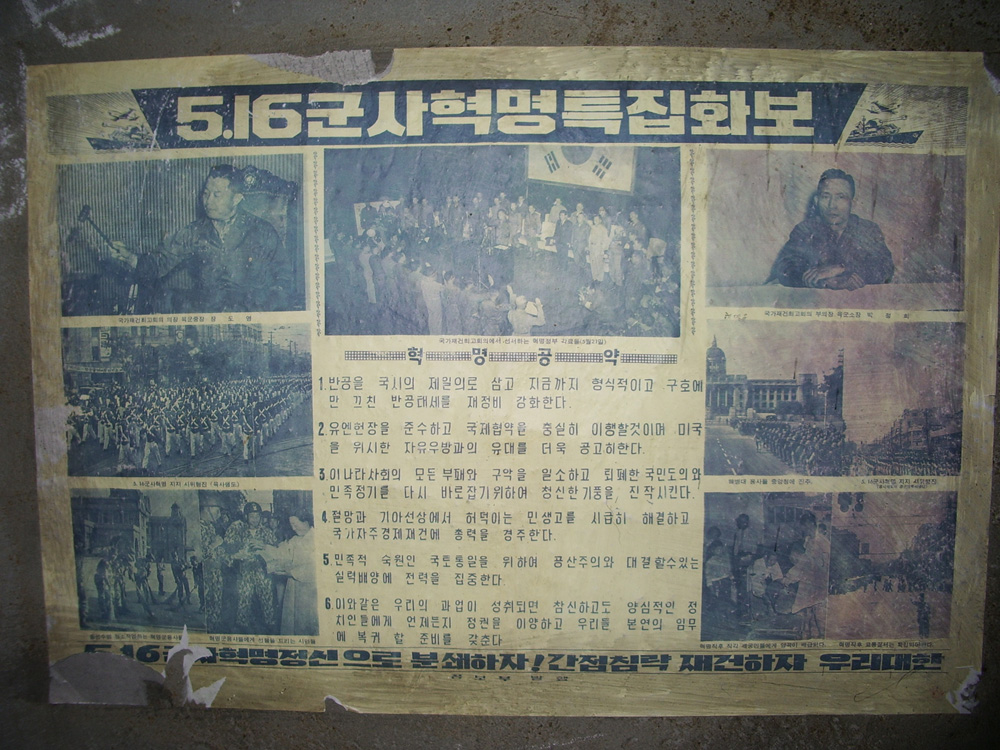
報紙報導政變成功

五一六军事政变发生于1961年5月16日，由韩国陆军第二野戰軍副司令官朴正熙及其侄女婿、陸軍官校第8期生中心人物金鐘泌发动的武裝軍事政变。此政變終結短暫的第二共和時期和民主党政府，並促成朴正熙上台。

## 名稱
過去保守界稱爲「軍事革命」，進步界稱為「軍事叛亂」，也有較中立的稱呼「軍事政變」。國家重建最高會議上臺至六月民主運動期間，「軍事革命」是韓國政府官方稱呼，民主化後「軍事政變」成為正式名稱。

## 背景
政變發生當時社會背景如下：
1. 李承晚政府垮台後，社會處於動盪與矛盾狀態。執政黨對此束手無策，且黨內派系鬥爭激烈。
2. 張勉內閣對民主改革態度曖昧；國民對經濟狀況惡化、落後於朝鮮而感到不安。（當時韓國GNP僅80美元）
3. 以學生、革新政黨為中心的民主化運動、南北統一運動日益高漲、甚至有學運團體赴板門店與朝鮮學生委員會進行會談。此種局勢造成軍部危機。

除此之外，直接誘發政變的背景，即軍隊內部問題如下：
1. 韓戰結束以來，大韓民國國軍人事斷層和臃腫現象嚴重，因軍中人事停滯而導致升遷困難的中下階軍官瀰漫不滿情緒。
2. 針對軍方高層腐敗而發動「整軍運動」失敗，策劃者遭免職。

這樣背景下，一批陸軍官校8期少壯派校級軍官以金鍾泌中校為首，開始策劃並主導政變。

## 起事
原本政變預定日期為1961年4月19日，即419學運一週年，計劃利用「可能發生集會或遊行」為由進行鎮壓，藉機舉事；但由於當日局勢平穩，因此無法行動，經再考慮後改5月12日。之後又因政變勢力中發生洩漏計劃，而再度延期至5月16日。當日涉入政變的部隊如下：
- 第30預備師：3個營（兵力約1,000名），李白一指揮
- 第33預備師：第100、101、102團（出動兵力約1,000名），李炳燁、吳學鎮指揮
- 空降部隊第1團（兵力約500名），朴致玉、崔昭滿、金焍民指揮
- 海軍陸戰隊第1旅（兵力約500名），金東河、金潤根、吳定根指揮
- 第6軍（朝鲜语：대한민국 6군단）砲兵隊：第636、933、911、822砲兵營及第6重砲營（兵力約1,000名），文在駿、申玄昌指揮
- 第6區司令部：第10警備排等部隊（兵力約50名），南宮珍指揮

5月16日凌晨3時，由陸官3－5期生為中心的250名軍官和3,500名士官、士兵組成的政變部隊向漢城進發。砲兵第6團從議政府南下，其餘空降部隊、海軍陸戰隊和步兵則從漢江南邊向北進城。除了陸戰隊經過漢江大橋時，和駐守該橋的憲兵發生交火之外，未遇到更多抵抗便成功進入中央廳，政府部門、陸軍本部、國會及廣播電台均遭佔領。清晨5－6時，佔領首都的部隊透過電台發布政變成功消息。

## 後續

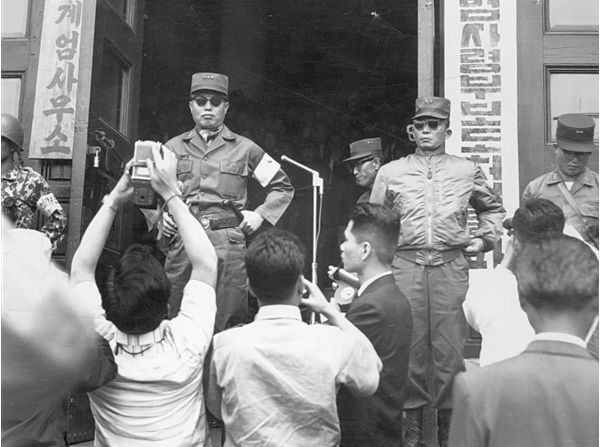
張都暎（左）與朴正熙（右）於政變後5月20日接受採訪

政变后，汉城立即实行军事管制。當日，革命軍成立「軍事革命委員會」，張都暎任主席，朴正熙自任副主席但掌握实权。發布第一号，實行戒嚴令，禁止集會，出版及報導內容必須接受審查；布告第四号，解除總理張勉職權，逮捕張勉內閣全體閣員及政務委員，解散國會及地方議會，禁止政黨及社會團體活動，軍事革命委員會代行國家機關一切職能。
1961年5月18日，張勉被迫召開臨時會議，決議政權移交軍事革命委員會；尹潽善追認緊急戒嚴令。5月19日，軍事革命委員會改名「國家重建最高會議」，以改善國家治安和經濟等理由壓制人民思想自由及言論自由，张都暎为议长和内阁首班（总理），朴正熙任副议长。6月10日，中央情報部成立，颁布《国家复兴非常措施法》《中央情报部法》《特别犯罪处罚法》《反共法》等法令，查封了1,200多种报刊。7月3日，朴正熙接替张都暎任议长，正式接管軍政大權。12月27日，美国肯尼迪政府施压下，军政府通过“宪法修正案”，並公布《政党法》，恢复被剥夺参加政治活动人士的自由，准许民间人士参加政治活动；金鍾泌退役，筹建民主共和党，为朴正熙竞选总统做准备。1963年10月15日，第5届民選总统選舉，朴正熙卸下軍職、以政党总裁身份参选，击败尹潽善，成为总统，共和党取得国会175席中110个。12月17日，朴正熙就任总统，称为「第三共和国」。此後朴正熙長期獨裁統治，直至1979年身亡。

## 延伸阅读
- 金忠植. . 由馮, 燕珠翻译. 凌宇出版. 2021. ISBN 9789860680263.